# Anarbor
Anarbor – amerykański zespół pop-rock z Phoenix w Arizonie. Został utworzony w 2003 roku kiedy gitarzysta Mike Kitlas zdecydował, że stworzy zespół z kolegami z junior high school – Sladem Echeverria (wokal) i Gregiem Garrity (perkusja). Obecny skład zespołu ukształtował się wraz z przyjściem do grupy gitarzysty Adam Juwiga. Później nazwali się „Anarbor”. W kwietniu 2008 zespół podpisał kontrakt z Hopeless Records.

## Członkowie zespołu
- Slade Echeverria – wokal / bass
- Mike Kitlas – gitara
- Adam Juwig – gitara
- Greg Garrity – perkusja

## Byli członkowie
- Jess Myers – bass (2003–2008)

## Albumy

### Studyjne
| Rok  | Tytuł                          | Data             | Wytwórnia        |
| ---- | ------------------------------ | ---------------- | ---------------- |
| 2008 | Hearing Colours, Seeing Sounds | 4 marca 2008     | Self-Release     |
| 2008 | The Natural Way                | 19 sierpnia 2008 | Hopeless Records |

### Minialbumy
| Rok  | Tytuł          | Data          | Wytwórnia        |
| ---- | -------------- | ------------- | ---------------- |
| 2009 | Free Your Mind | 10 marca 2009 | Hopeless Records |